# The Story (canción de Brandi Carlile)
«The Story» (en español: «La historia») es una canción lanzada como un sencillo de rock folk americano cantante Brandi Carlile, escrito por Phil Hanseroth, de su álbum de 2007 The Story

## Presentaciones en vivo y apariciones
La canción también fue utilizada en un anuncio de General Motors, que salió al aire durante la cobertura televisiva de los Juegos Olímpicos de 2008. En Chile la canción fue usada en la radio Play FM

## Posicionamiento en listas
| Listas (2007-08)               | Posición |
| ------------------------------ | -------- |
| Australian ARIA Singles Chart  | 44       |
| Austrian Singles Chart         | 38       |
| Norwegian Singles Chart        | 3        |
| Swiss Singles Chart            | 16       |
| US Billboard Hot 100           | 75       |
| US Adult Pop Songs (Billboard) | 35       |

- Datos: Q25411633